# Alexandr Filimonovič Skalskij
Svatý Alexandr Filimonovič Skalskij (1867, Jaroslaviči – 20. ledna 1933, Almaty) byl ukrajinský duchovní Ruské pravoslavné církve, protojerej a mučedník.

## Život
Narodil se roku 1867 ve vesnici Jaroslaviči Volyňské gubernie do rodiny kněze Filimona Skalského.
Roku 1885 dokončil Volyňský duchovní seminář a 15. srpna 1886 nastoupil do služby podolské duchovní konzistoře. Dne 29. prosince 1886 se stal psalomščikem chrámu Povýšení svatého Kříže v Kamenci Podolském.
Roku 1891 byl přijat do turkestánské eparchie, kde jej biskup Neofit (Něvodčikov) ustanovil psalomščikem ve stanici Zajcevskaja a učitelem Zákona Božího (katechismus).
Dne 8. srpna 1893 byl biskupem Grigorijem (Poletavem) rukopoložen na diákona.
Od 25. června 1894 sloužil v chrámu svatého Alexandra Něvského v Margilanu.
Dne 21. února 1899 jej biskup Arkadij (Karpinskij) rukopoložil na jereje a stal se knězem při Středoasijské železniční dráze.
Roku 1900 byl jmenován představeným Alexandro-Mariinského chrámu při dětském domově ve městě Věrnyj (dnes Almaty).
Dne 5. května 1907 byl ustanoven představeným chrámu svatého Mikuláše ve Věrnym.
Za svou horlivou pastorační službu byl povýšen na protojereje.
Svůj volný čas věnoval nemocným a potřebným.
Na podzim roku 1919 byl ve městě Věrnyj uzavřen Iversko-serafinský monastýr. Čtyři sestry a neteř jedné ze sester z monastýru si pronajaly pokoj blízko chrámu svatého Mikuláše, kam přicházely každý den. Otec Alexandr je přesvědčil, aby se usadily v chrámu. Během Velkého půstu roku 1927 se sestry usadily v chrámu. Postupem času zde přibylo dalších osm sester, ale ty za nějaký čas odešly.
Během renovačních nepokojů chrám neupadl do schizmatu. Zpočátku otec Alexandr chtěl navázat s renovacionisty kontakt, ale byl přesvědčen svými farníky. Roku 1929 byl otec Alexandr odstěhován OGPU.
Otec Alexandr byl ženatý, ale neměl děti a jeho manželka od něj brzy odešla.
Dne 9. prosince 1932 se v předvečer svátku Ikony Matky Boží "Znamení" konalo celonoční bdění, na kterém sloužil biskup German (Vejnberg) a celé duchovenstvo Almaty. Po skončení obřadu byli všichni účastníci zatčeni OGPU.
Alexandr, stejně jako kněží Stěpan Konstantinovič Ponomarjov a Filipp Michajlovič Grigorjev, byli měsíc vyslýcháni a nakonec převezeni do městské věznice, kde všichni onemocněli tyfem[nepřesný odkaz]. Jako první zemřel 17. ledna otec Filip a o den později otec Stěpan. Dne 20. ledna 1933 zemřel otec Alexandr.
Dne 25. června 1933 byla vynesena posmrtná obžaloba z kontrarevoluční činnosti. Všichni tři kněží byli pohřbeni v jednom hrobě na kopci za městem. V 60. letech jejich hrob zmizel následkem městského rozvoje.

## Kanonizace
Dne 14. února 1999 byl on i ostatní kněží místně svatořečeni.
Dne 20. srpna 2000 ho Ruská pravoslavná církev svatořečila jako mučedníka a byl zařazen mezi Sbor všech novomučedníků a vyznavačů ruských.
Jeho svátek je připomínán 17. ledna (4. ledna – juliánský kalendář).